# Tuleta, Texas
Tuleta là một nơi ấn định cho điều tra dân số (CDP) thuộc quận Bee, tiểu bang Texas, Hoa Kỳ. Năm 2010, dân số của nơi này là 288 người.

## Dân số
- Dân số năm 2000: 292 người.
- Dân số năm 2010: 288 người.